# Игумнов, Александр Васильевич
Алекса́ндр Васи́льевич Игу́мнов (1761 — 24 октября 1834) — коллежский секретарь, русский переводчик, востоковед и писатель
.

## Биография
Родился в Кударинской крепости, на границе c Китаем. Отец — коллежский асессор, служил в Кяхте, Пекине и Забайкальском крае.
С 1771 по 1777 год учился в гарнизонной школе переводчиков при Селенгинской пограничной канцелярии в Селенгинске. Служил переводчиком в Кяхтинской пограничной канцелярии, в 1781 и 1782 году сопровождал Российскую духовную миссию в Пекин. После миссии жил в Москве в доме у Н. А. Демидова. В 1791 году переехал в Иркутск. Смог уладить пограничный конфликт с Китаем, за что был произведён из коллежских регистраторов в коллежские секретари.
Благодаря своей прямоте и честности не имел успеха по службе и должен был менять её много раз. С 1793 года по 1795 год служил в нижней расправе в Нерчинске, с 1795 года по 1798 год служил в нижнем надворном суде в Иркутске. Хорошо знал обычаи и традиции местного населения. В 1797 году собрал в Иркутской губернии более половины накопившейся большой недоимки. В 1798 году организовал закупку шерсти у бурят для иркутской суконной фабрики. С 1799 года по 1804 год управлял поселениями за Байкалом.
В 1805 году был включён в состав дипломатического посольства графа Ю. А. Головкина.
В 1809 году вышел в отставку. Поселился в Верхнеудинске. Занимался образованием бурятских детей. В 1819 году Игумнов был определен членом верхнеудинской следственной комиссии, а в 1822 году стал заседателем совестного суда.
Переехал в Иркутск. Игумнов был назначен полномочным представителем генерал-губернатора Восточной Сибири по разрешению конфликтных ситуаций с бурятами и монголами. В Иркутске работал переводчиком, составлял монгольский словарь, рукопись которого завещал Иркутской гимназии; переводил на монгольский язык книги священного писания.
Основал в Иркутске школу монгольского языка, затем класс монгольского языка в Иркутской духовной семинарии. Бесплатно преподавал монгольский язык в Иркутской семинарии. Был составителем первого в России «Большого монгольско-русского словаря». Служил переводчиком при генерал-губернаторе Восточной Сибири. Попечитель Казанского университета М. Н. Мусин-Пушкин попросил Игумнова обучить О. М. Ковалевского монгольскому языку. Игумнов сопровождал О. М. Ковалевского в его путешествиях по Забайкалью.
Превосходно знал монгольский язык и его знаниями пользовались очень многие для своих литературных трудов. Оставил много рукописных сочинений о монголах, о буддистской религии и пр.
Свою библиотеку Игумнов продал П. Л. Шиллингу.
Похоронен в Иркутске на Иерусалимском кладбище.